# Léon Mignon
Pour les articles homonymes, voir Mignon (homonymie).
Léon Mignon, né le 9 avril 1847 à Liège et mort le 30 septembre 1898 à Schaerbeek, est un sculpteur belge. 

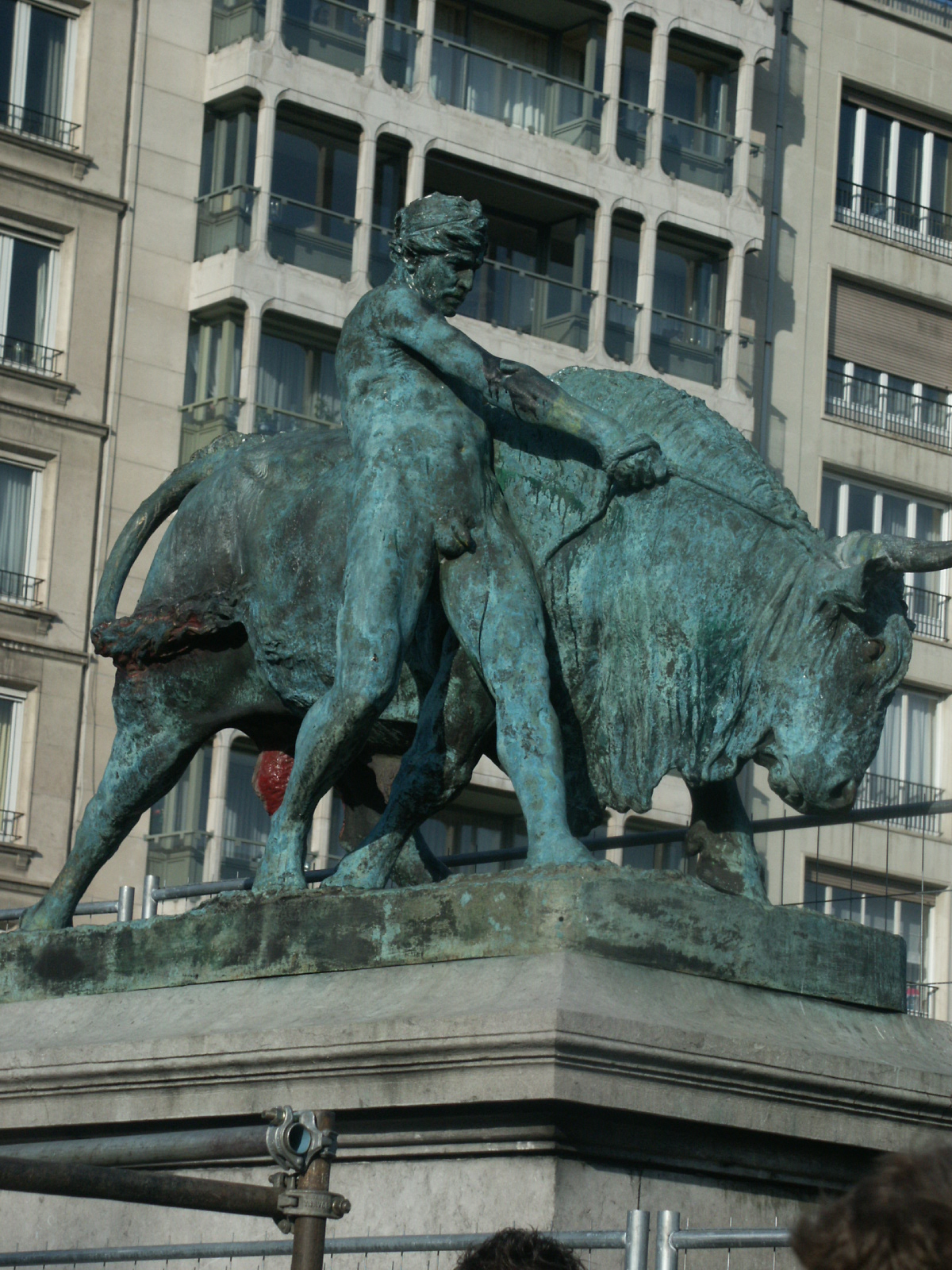
Le dompteur de taureaux (Li Tore) à Liège

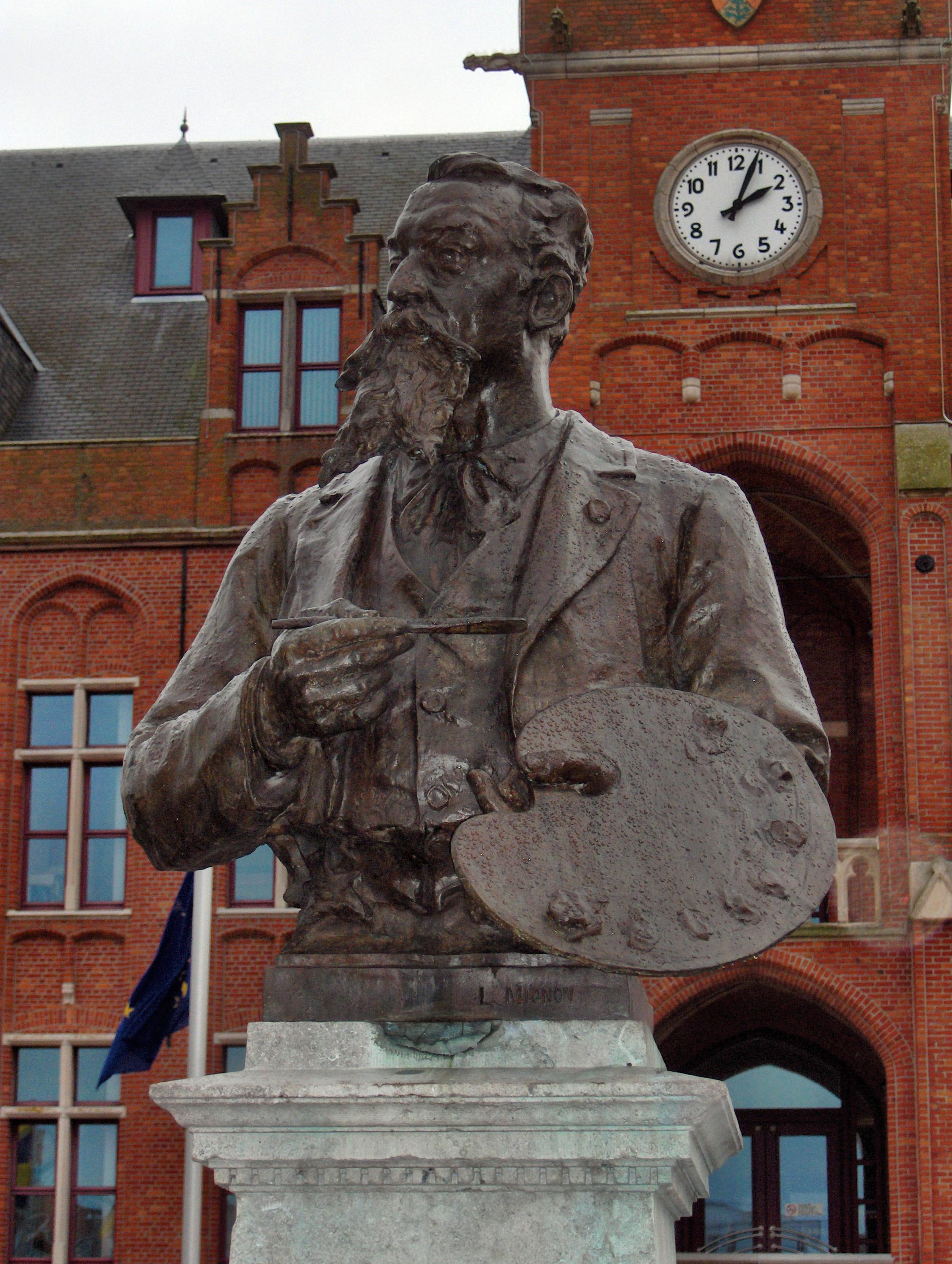
Buste de Alfred Verwée à Knokke-Heist

## Biographie
Léon Mignon est formé à l'Académie royale des beaux-arts de Liège, où il est l'élève de Prosper Drion ; il termine ses études en 1871 ; il expose ses premières œuvres au Salon de Gand. Il obtient une bourse de la Fondation Darchis pour se rendre en Italie (1872-1875). 
Il s’installe en 1876 dans les environs de Paris en compagnie du sculpteur Paul De Vigne avant de s'installer définitivement à Schaerbeek.
Léon Mignon remporte la médaille d’or au salon de Paris pour sa sculpture Le dompteur de taureau  (Li Tore); l'installation de l'œuvre aux Terrasses d'Avroy à Liège provoque une polémique : la nudité virile du dompteur, et du taureau, sont jugées indécentes par les bourgeois catholiques de la ville. Joseph Demarteau, rédacteur en chef de La Gazette de Liège mène une croisade contre l'œuvre de Léon Mignon.
Li Tore devient la « mascotte » des étudiants liégeois qui le cachent dans les caves de l'Académie royale des beaux-arts de Liège pour le protéger de l’envahisseur lors de la Seconde Guerre mondiale. Elle devient le pivot d'une des principales manifestations du folklore estudiantin liégeois, la Saint-Torè.
Plusieurs entreprises liégeoises adoptent le logo du taureau, ainsi de la marque de bière Jupiler, faisant aujourd'hui partie du groupe Inbev. Symbole de puissance, le taureau devient le symbole de Liège et illustre aujourd'hui le slogan :  « Liège, forcer l’avenir ! ».
Une des œuvres animalières de Mignon est visible au Jardin botanique de Bruxelles : L'Olivier (ou La Paix), représentant un laboureur et son taureau. Une autre œuvre de Léon Mignon se trouve aux musées royaux des beaux-arts de Belgique à Bruxelles ; il s'agit de l'œuvre intitulée Combat de taureaux dans la campagne romaine.

## Œuvres
- 1871 : Buste de Ferdinand Piercot, au Musée de l'Art wallon, à Liège.
- 1881 : Le Dompteur de taureau (Li Tore), aux Terrasses d'Avroy, sur l'avenue Rogier, à Liège[1].
- 1885-1886 : Bœuf au repos, aux Terrasses d'Avroy, sur l'avenue Rogier, à Liège.
- 1892 : allégorie de la Philosophie, sur la façade du bâtiment central de l'université de Liège, place du 20-Août, à Liège.
- 1894-1898 : L'Olivier ou La Paix, au Jardin botanique de Bruxelles.
- 1896 : Buste de Alfred Verwée, à Knokke-Heist.
- Buste du professeur Philippe-Charles Schmerling[2], aux Awirs.
- Combat de taureaux dans la campagne romaine, aux musées royaux des beaux-arts de Belgique à Bruxelles.

## Hommages
En 1899, Schaerbeek dénomme une de ses artères rue Léon Mignon. Liège possède également une rue Léon Mignon ainsi qu'une école d'armurerie, bijouterie et gravure qui porte son nom. Les Maîtres artisans issus de cette école, jouissent encore aujourd'hui d'une réputation mondiale.

## Distinction
- Chevalier de l'ordre de Léopold (4 mai 1881)[3].
- Officier de l'ordre de Léopold (16 janvier 1892)[4].